# XSLT

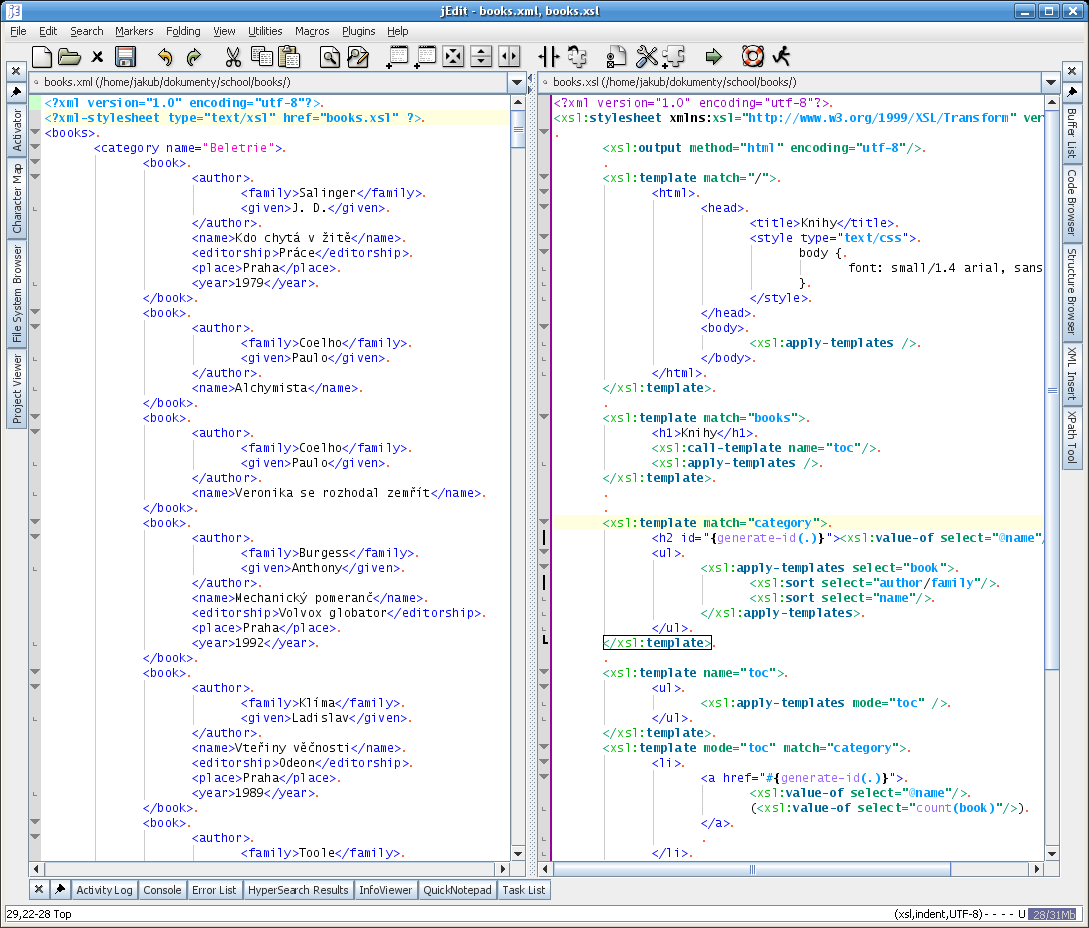
jEdit cho chỉnh sửa XML và XSLT

XSLT (viết tắt của tiếng Anh XSL Transformations) là một ngôn ngữ dựa trên XML dùng để biến đổi các tài liệu XML. Tài liệu gốc thì không bị thay đổi; mà thay vào đó, một tài liệu XML mới được tạo ra dựa trên nội dung của tài liệu cũ. Tài liệu mới có thể là có định dạng XML hay là một định dạng nào đó khác, như HTML hay văn bản thuần. XSLT thường dùng nhất trong việc chuyển đổi dữ liệu giữa các lược đồ XML hay để chuyển đổi dữ liệu XML thành các trang web hay tài liệu dạng PDF.
XSLT ra đời là kết quả của các nỗ lực phát triển Extensible Stylesheet Language (XSL) của W3C trong suốt 1998–1999, cùng với sự ra đời của XSL Formatting Objects (XSL-FO) và XML Path Language, XPath.
Người biên tập cho phiên bản đầu tiên (nhà thiết kế chính của ngôn ngữ) là James Clark. Phiên bản dùng phổ biến hiện nay là XSLT 1.0, là chuẩn gợi ý dùng đưa ra bởi W3C vào ngày 16 tháng 11 năm 1999. Với nhiều mở rộng từ phiên bản 2.0, dưới sự chủ trì biên tập của Michael Kay, XSLT đã đạt đến chuẩn Candidate Recommendation từ W3C vào 3 tháng 11 năm 2005.

### Implementations
- Implementations for Java:
  - Xalan-Java
  - SAXON by Michael Kay
  - XT originally by James Clark
  - Oracle XSLT, in the Oracle XDK
- Implementations for C hoặc C++:
  - Xalan-C++
  - libxslt the XSLT C library for GNOME
  - Sablotron Lưu trữ ngày 17 tháng 7 năm 2004 tại Wayback Machine, which is integrated into PHP
- Implementations for Perl:
  - XML::LibXSLT is a Perl interface to the libxslt C library
- Implementations for Python:
  - 4XSLT, in the 4Suite toolkit by Fourthought, Inc.
  - lxml Lưu trữ ngày 2 tháng 2 năm 2010 tại Wayback Machine by Martijn Faassen is a Pythonic wrapper of the libxslt C library
- Implementations for JavaScript:
  - Google AJAXSLT AjaXSLT is an implementation of XSL-T in JavaScript, intended for use in Ajax applications. Because XSL-T uses XPath, it is also an implementation of XPath that can be used independently of XSL-T.
- Implementations for specific operating systems:
  - Microsoft's MSXML library may be used in various Microsoft Windows application development environments and languages, such as.Net, Visual Basic, C, and JScript.
  - Saxon.NET Project Weblog Lưu trữ ngày 28 tháng 6 năm 2010 tại Wayback Machine, an IKVM.NET-based port of Dr. Michael Kay's and Saxonica's Saxon Processor provides XSLT 2.0, XPath 2.0, and XQuery 1.0 support on the.NET platform.
- Implementations integrated into web browsers: (Comparison of layout engines (XML))
  - Mozilla has native XSLT support based on TransforMiiX.
  - Safari 1.3+ has native XSLT support.
  - X-Smiles has native XSLT support.
  - Opera has native XSLT support since Version 9.
  - Internet Explorer 6 supports XSLT 1.0 via the MSXML library (described above). IE5 and IE5.5 came with an earlier MSXML component that only supported an older, nonrecommended dialect of XSLT. A newer version of MSXML can be downloaded and installed separately to enable IE5 and IE5.5 to support XSLT 1.0 through scripting, and if certain Windows Registry keys are modified, the newer library will replace the older version as the default used by IE.

### Địa chỉ thư điện tử
- The XSLT list hosted by Mulberrytech

### Blog
- A commentary, news, and evangelism weblog devoted to XSLT

### Sách
- XSLT by Doug Tidwell, published by O'REILLY (ISBN 0-596-00053-7)
- XSLT Programmer's Reference by Michael Kay (ISBN 1-86100-312-9)
- XSLT 2.0 Web Development Lưu trữ ngày 21 tháng 12 năm 2005 tại Wayback Machine by Dmitry Kirsanov (ISBN 0-13-140635-3)
- XSL Companion, 2nd Edition[liên kết hỏng] by Neil Bradley, published by Addison-Wesley (ISBN 0-201-77083-0)
- XSLT and XPath on the Edge (Unlimited Edition) by Jeni Tennison, published by Hungry Minds Inc, U.S. (ISBN 0-7645-4776-3)
- XSLT & XPath, A Guide to XML Transformations by John Robert Gardner and Zarella Rendon, published by Prentice-Hall (ISBN 0-13-040446-2)

### Công cụ
- Thư viện
  - EXSLT Lưu trữ ngày 19 tháng 7 năm 2006 tại Wayback Machine is a widespread community initiative to provide extensions to XSLT.
  - FXSL is a library implementing support for Higher-order functions in XSLT. FXSL is written in XSLT itself.
- Khác
  - An XML and XSLT Editor with Debugger A tool for creating and testing XSLT documents
  - Altova XMLSpy supports XSLT 1.0/2.0 editing and debugging
  - Saxon XSLT and XQuery processor developed by Michael Kay
  - TestXSLT Lưu trữ ngày 2 tháng 11 năm 2007 tại Wayback Machine by Mark Liyanage, a Mac OS X tool for experimenting and learning with various XSLT processors
  - XSL Transformation Lưu trữ ngày 4 tháng 1 năm 2006 tại Wayback Machine to provide markup of XML contents from external lexicons
  - Stylus Studio XSLT IDE an XSLT debugger, editor and mapper.
  - Netbeans IDE provides an XSLT development environment
  - Xselerator dedicated XSLT editor/debugger with support for arbitrary XSLT engines
  - Treebeard Open source Java XSLT editor with support for various XSLT 1.0/2.0 processors
  - xmlBlueprint XML editor
  - <oXygen/> XSLT editor and debugger
  - Liquid XML Editor